# Good-Feel
Good-Feel Co., Ltd. (株式会社グッド・フィール, Kabushiki-Gaisha Guddo Fīru) é uma desenvolvedora japonesa de videogames. A Good-Feel começou em 2005, em Hyogo, no Japão, e abriu uma unidade de produção em Tóquio. Seu foco principal foram os jogos educativos para o Nintendo DS, que foram lançados exclusivamente no Japão. Os jogos, o primeiro dos quais foi lançado em 2007, consistem em cartilhas para crianças pequenas (jardim de infância e abaixo) e treinamento de inglês para crianças e adultos.
Em 2008, a empresa fez a transição para os jogos mainstream, tornando-se a desenvolvedora para o jogo de Wii Wario Land: Shake It! da grande editora Nintendo. Isso marca a primeira entrada da Good-Feel no mercado de consoles domésticos.

## História
A empresa foi fundada por Etsunobu Ebisu em 3 de outubro de 2005. Ele contou à Nintendo sobre a nova empresa e perguntou se eles poderiam trabalhar em um jogo. O empregado de longa data da Nintendo, Takahiro Harada, perguntou a Ebisu se ele gostaria de fazer um novo título de Wario Land, pois Harada aprendeu antes da reunião que Ebisu estava envolvido no desenvolvimento de um jogo de plataforma que ele gostava muito e Harada sempre quis fazer uma sequência de Wario Land. Embora Ebisu sugerisse um jogo de tiro, ele concordou em criar um jogo de plataforma depois que Harada o convenceu. O desenvolvimento resultou em Wario Land: Shake It!, um jogo de plataforma 2D lançado em 2008 com gráficos desenhados à mão feitos com a ajuda dos estúdios de animação Production I.G e Kusanagi. Mais tarde, eles fizeram o jogo de 2010 Kirby's Epic Yarn, uma entrada única para a franquia Kirby.

## Jogos
| Ano  | Título                        | Plataforma      |
| ---- | ----------------------------- | --------------- |
| 2007 | Training Words                | Nintendo DS     |
| 2008 | Training Quiz                 | Nintendo DS     |
| 2008 | Sense Training: Shape Space   | Nintendo DS     |
| 2008 | Wario Land: Shake It!         | Wii             |
| 2009 | English Training              | Nintendo DS     |
| 2009 | Training Words                | Nintendo DS     |
| 2010 | Looksley's Line Up            | Nintendo DSi    |
| 2010 | Kirby's Epic Yarn             | Wii             |
| 2011 | Wii Play: Motion              | Wii             |
| 2013 | StreetPass Squad              | Nintendo 3DS    |
| 2013 | Mario & Luigi: Dream Team     | Nintendo 3DS    |
| 2015 | StreetPass Zombies            | Nintendo 3DS    |
| 2015 | Yoshi's Woolly World          | Wii U           |
| 2016 | Streetpass Slot Racing        | Nintendo 3DS    |
| 2016 | Streetpass Trader             | Nintendo 3DS    |
| 2017 | Poochy & Yoshi's Woolly World | Nintendo 3DS    |
| 2019 | Kirby's Extra Epic Yarn       | Nintendo 3DS    |
| 2019 | Yoshi's Crafted World         | Nintendo Switch |
| 2019 | Monkey Barrels                | Nintendo Switch |
| 2024 | Bakeru                        | Nintendo Switch |